# Бєлозьоров Андрій Миколайович
Андрій Миколайович Бєлозьоров (рос. Андрей Николаевич Белозеров; нар. 17 червня 1977) – російський шахіст, гросмейстер від 2002 року.

## Шахова кар'єра
Кілька разів брав участь у чемпіонаті Європи серед юніорів, найбільшого успіху досягнувши 1995 року в Жагані, де виборов бронзову медаль у категорії до 18 років. 1997 року посів 4-те місце (разом з Євгеном Наєром, Володимиром Малаховим і Олександром Мотильовим) на чемпіонаті Росії серед юніорів до 20 років. 2001 року переміг у Новосибірську і поділив 1-ше місце у Томську (разом з Антоном Шомоєвим) і в Тольятті (разом з Євгеном Наєром), 2003 року був другий (разом з Дмитром Бочаровим) у Томську, а 2003 року на чергових турнірах, які відбулися в Томську і Новосибірську, посів 1-ше місце. 2004 року поділив 2-ге місце (позаду Олександра Хасіна, разом з Леонідом Юртаєвим) у Томську, а 2007 року в цьому самому місті поділив 1-ше місце (разом із, зокрема, Фаррухом Амонатовим, Андрієм Гутовим і Маратом Джумаєвим). 2008 року переміг у Новокузнецьку.
Найвищий рейтинг Ело в кар'єрі мав станом на 1 квітня 2004 року, досягнувши 2558 очок займав тоді 56-ме місце серед російських шахістів.